# Mont-Royal (métro de Montréal)
Cet article concerne la station de métro. Pour l'arrondissement du Plateau-Mont-Royal, voir Le Plateau-Mont-Royal. Pour les autres significations, voir Mont-Royal.
Ne doit pas être confondu avec Station Ville-de-Mont-Royal.
Mont-Royal est une station de la ligne orange du métro de Montréal située en plein centre de l'arrondissement du Plateau Mont-Royal.
La station est ouverte en 1966 et fait donc partie du réseau original du métro. Elle est située dans un secteur où les commerces, bars, salles de spectacles et autres lieux à vocation culturelle sont en grand nombre.

## Origine du nom
La station est nommée en l'honneur de l'avenue du Mont-Royal sur laquelle elle est située. Le nom de l'avenue provient du nom donné par Jacques Cartier en 1535 à la colline située au centre de Montréal qui peut être atteinte par cette voie. La station s'est brièvement appelée Station du Mont-Royal entre mai et novembre 2014, avant que la Société de transport de Montréal ne revienne sur sa décision,.

## Accessibilité
Les travaux ont commencé en octobre 2018 afin d'installer les deux ascenseurs, d'ajouter deux escaliers fixes qui relient les quais au niveau de la rue, et de construire une deuxième passerelle au-dessus de la voie qui permet de traverser d'un quai à l'autre. Dans le cadre du projet, l'édicule actuel est démoli et un nouvel édicule agrandi et vitré est construit. Deux ascenseurs et de nouveaux escaliers menant aux quais, ainsi une passerelle entre les deux ascenseurs ont été ajoutés. Ainsi, la loge et la zone de perception au niveau mezzanine ont été relocalisées au niveau de la rue. Le nouvel édicule est doté d'un toit vert, et des puits de ventilation naturelle ont été construits. Les travaux ont pris fin l'été 2022, et les ascenseurs sont opérationnels depuis juillet 2022.

## Lignes de bus
| Numéros | Noms                         | Service          |
| ------- | ---------------------------- | ---------------- |
| 11      | Parc-du-Mont-Royal/Ridgewood | De Jour          |
| 30      | Saint-Denis/Saint-Hubert     | De Jour          |
| 97      | Avenue-du-Mont-Royal         | De Jour          |
| 361     | Saint-Denis                  | De Nuit          |
| 368     | Avenue-du-Mont-Royal         | De Nuit          |
| 427     | Express Saint-Joseph         | Heures ce pointe |
| 711     | Parc-du-Mont-Royal/Oratoire  | De Jour          |

Pendant les saisons estivales, les lignes 11, 97, 368 et 711 dévient via la station Laurier à cause de la fermeture de l'avenue du Mont-Royal.

## Édicules
- 470, avenue du Mont-Royal Est

Cet édicule comporte trois sorties: Une vers la rue du Mont-Royal, une vers la rue Berri et la dernière vers une ancienne boucle d'autobus fermée en 2018 qui relis la rue Rivard. Il possède un ascenseur pour les personnes en mobilités réduite.
L'ancien édicule originel de 1966 a été détruit et fusionné avec le nouvel édicule de 2022.

## Sculpture

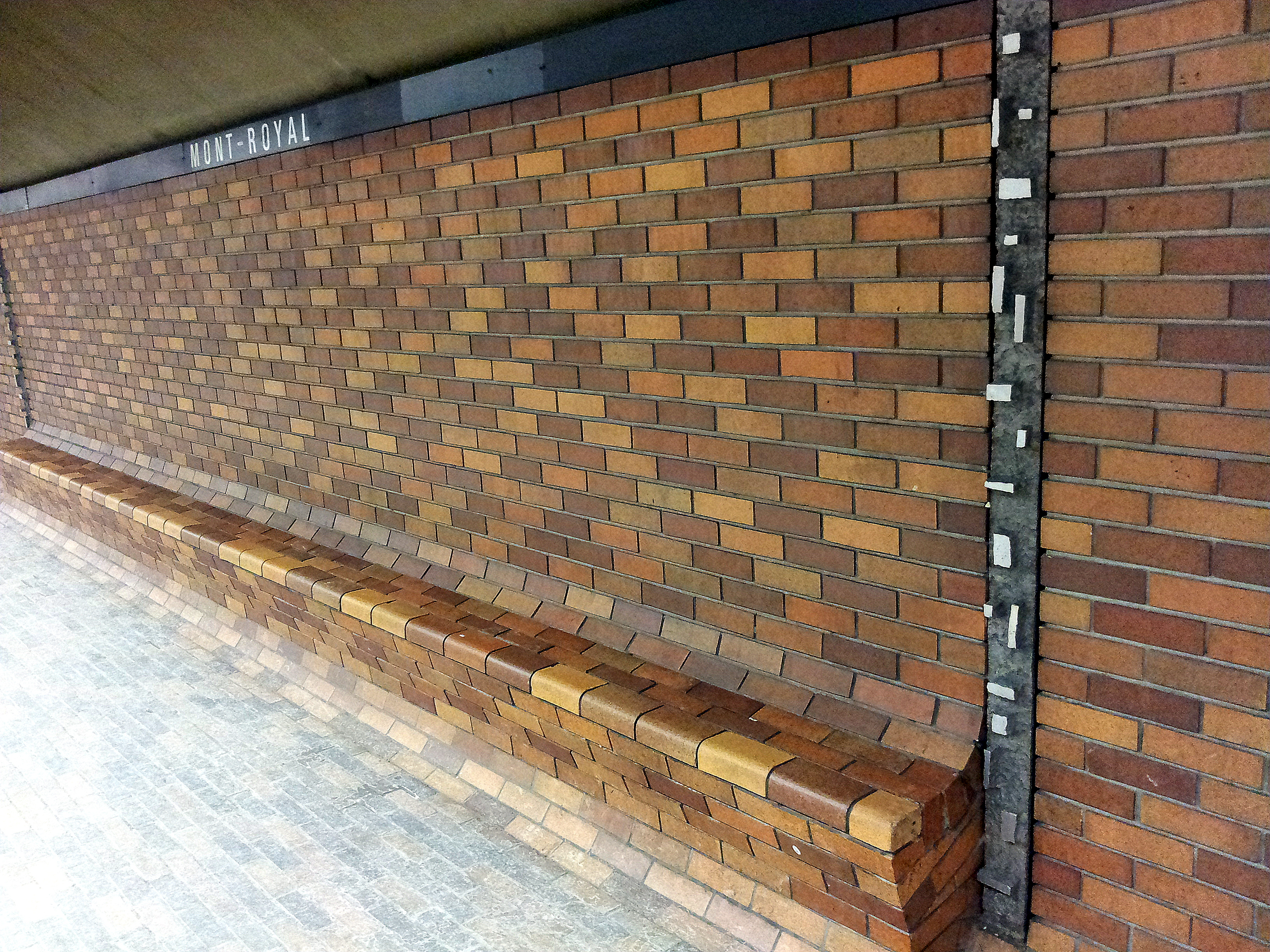
Bande verticale en 2015

Bande verticale, une sculpture ornementale de l’artiste Charles Daudelin, disparaît en 2019 lorsqu'elle est jetée comme ferraille lors de rénovations. L'œuvre a été retrouvée par un recycleur de métaux et restituée pour réinstallation en 2024.

## Principales intersections à proximité
- avenue du Mont-Royal / rue Berri
- avenue du Mont-Royal / rue Saint-Denis
- avenue du Mont-Royal / rue Saint-Hubert

## Centres d'intérêt à proximité
- Avenue du Mont-Royal
- Centre communautaire Projet Changement
- École Louis-H.-Lafontaine Arc-en-ciel
- Jeunesses Musicales Canada
- Place Gérald-Godin
- Club Balattou
- Théâtre du Rideau Vert
- Conservatoire de musique de Montréal

## Liens externes

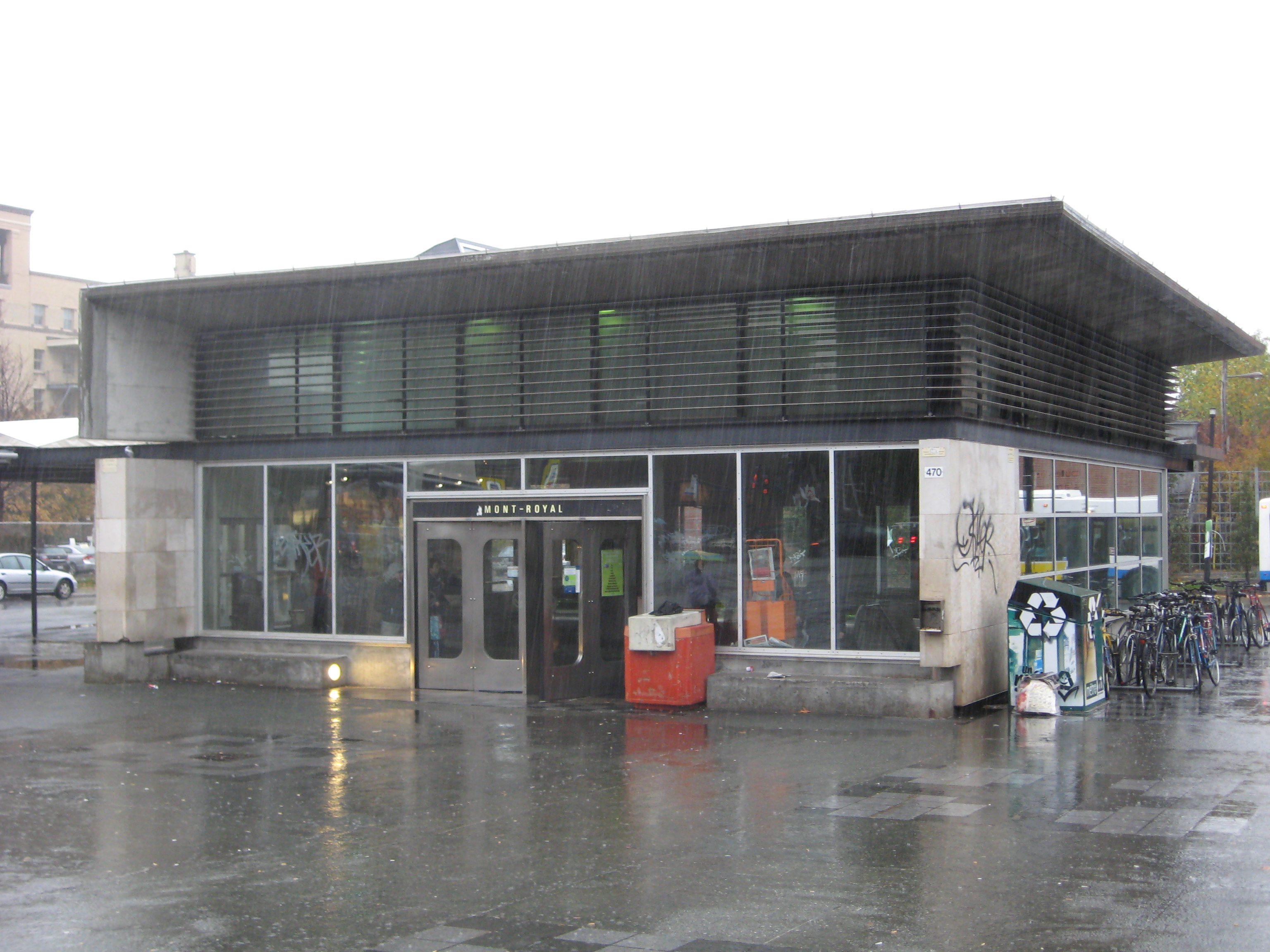
Édicule de la station de métro Mont-Royal en 2008